# Araeopteron
Araeopteron là một chi bướm đêm thuộc họ Erebidae.

## Các loài
- Araeopteron acidalica Hampson, 1910
- Araeopteron adeni Fibiger & Hacker, 2001
- Araeopteron alboniger Fibiger & Hacker, 2001
- Araeopteron amoena Inoue, 1958
- Araeopteron aulombardi Fibiger & Hacker, 2001
- Araeopteron betie Dyar, 1914
- Araeopteron canescens Walker, 1866
- Araeopteron diehli Fibiger, 2002
- Araeopteron ecphaea Hampson, 1914
- Araeopteron elam Schaus, 1911
- Araeopteron epiphracta Turner, 1902
- Araeopteron fasciale Hampson, 1896
- Araeopteron flaccida Inoue, 1958
- Araeopteron fragmenta Inoue, 1965
- Araeopteron goniophora Hampson, 1907
- Araeopteron griseata Hampson, 1907
- Araeopteron imbecilla Turner, 1933
- Araeopteron koreana Fibiger & Kononenko, 2008
- Araeopteron kurokoi Inoue, 1958
- Araeopteron leucoplaga Hampson, 1910
- Araeopteron makikoae Fibiger & Kononenko, 2008
- Araeopteron micraeola Meyrick, 1902
- Araeopteron microclyta Turner, 1920
- Araeopteron minimale Freyer, 1912
- Araeopteron nebulosa Inoue, 1965
- Araeopteron nivalis Hampson, 1907
- Araeopteron obliquifascia Joanis, 1910
- Araeopteron papaziani Guillermet, 2009
- Araeopteron patella Fibiger & Kononenko, 2008
- Araeopteron pictale Hampson, 1893
- Araeopteron pleurotypa Turner, 1902
- Araeopteron poliobapta Turner, 1925
- Araeopteron poliphaea Hampson, 1910
- Araeopteron proleuca Hampson, 1907
- Araeopteron rufescens Turner, 1910
- Araeopteron schreieri Fibiger & Hacker, 2001
- Araeopteron sterrhaoides Fibiger & Hacker, 2001
- Araeopteron ussurica Fibiger & Kononenko, 2008
- Araeopteron vilhelmina Dyar, 1916
- Araeopteron xanthopis Hampson, 1907
- Araeopteron yemeni Fibiger & Hacker, 2001